# مبرهنة الدالة الضمنية

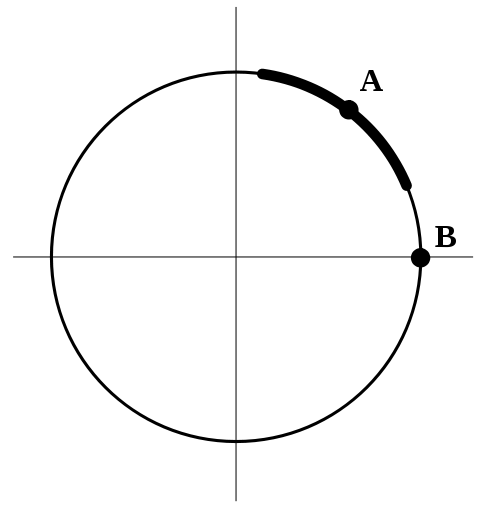

الدالة الضمنية دالة رياضية تمثل أقترانا ضمنيا، وتكون الدالة ضمنية إذا كان المتغير التابع والمستقل (المجال والمجال المقابل) في طرف واحد من المعادلة (كان الأقتران ضمنيا) مثل: {\displaystyle 3x^{2}+2xy+y^{2}+7=0}
. وتنص المبرهنة على أنه يمكن تعريف متتعدد الشعب باستخدام خصائص دالة آخرى، حيث يعتبر متعدد الشعب أصفار هذه الدالة، إذا إنطبقت على مشتقة هذه الدالة شروط معينة

## نبذة تاريخية
أوغستين لوي كوشي (1789-1857) ينسب إليه أول شكل صارم لنظرية الدالة الضمنية. ثم قام يوليس ديني (1845-1918) بتعميم نسخة المتغير الحقيقي من نظرية الدالة الضمنية على سياق وظائف أي عدد من المتغيرات الحقيقية.

## مبرهنة الدالة الضمنية (هندسة تفاضلية)
إذا كانت {\displaystyle U\subset \mathbb {R^{n}} } مجموعة مفتوحة و {\displaystyle g:U\longrightarrow \mathbb {R^{k}} } دالة ناعمة و {\displaystyle M=\{x\in \mathbb {R^{n}} |g(x)={\vec {0}}\}} واذا كانت رتبة {\displaystyle g'} لكل {\displaystyle x\in M} تساوي {\displaystyle k} فإنَ {\displaystyle M} متعدد شعب ذو بعد {\displaystyle n-k} .